# Football Club Arlon
Ne pas confondre avec la Royale Jeunesse arlonaise, un ancien club de 
football basé à Arlon et ayant atteint la D2 belge, avec lequel le club sujet de cet article fusionne en 2010.
Maillots
Le Football Club Arlon, abrégé FC Arlon, est un club de football belge basé à Arlon, dans le sud du pays. Le club, porteur du matricule 7763, évolue en 2017-2018 en première provinciale. Au cours de son histoire, le club a disputé 34 saisons dans les divisions nationales.
Fondé en 1972 sous l'appellation Football Club Lorrain Arlon (FC Lorrain Arlon), le club à ensuite porté le nom Football Club Jeunesse lorraine arlonaise (FC JL Arlon) 2010, lorsque le FC Le Lorrain fusionne avec sa rivale voisine de la Royale Jeunesse arlonaise, porteur du matricule 143. Le club fusionné conserve le matricule 7763 du FC Lorrain, plus jeune mais avec des finances plus saines. En juillet 2018, le club devient le Football Club Arlon (FC Arlon).

## Histoire

### La Jeunesse arlonaise
Le premier club fondé dans la ville d'Arlon est le Racing Club d'Arlon, en 1906, qui arrête ses activités au début de la Première Guerre mondiale. Après le conflit, un nouveau club est créé, la Jeunesse arlonaise, qui absorbe un an plus tard les membres restants du Racing. Ce club évolue par la suite 48 saisons dans les divisions nationales, dont une au deuxième niveau national.

### Fondation et ascension rapide
Le Football Club Le Lorrain Arlon est fondé le 31 mars 1972, et s'affilie à l'Union belge le 16 juin de la même année. Il se voit attribuer le matricule 7763, et est versé en troisième provinciale luxembourgeoise, le plus bas niveau hiérarchique dans cette province. Il choisit de jouer avec des maillots mauve et blanc.
Dès sa première saison, le club termine à la troisième place dans sa série. À la suite d'une refonte des séries provinciales, le club est néanmoins promu en deuxième provinciale. Il remporte directement le titre la saison suivante, et est promu en première provinciale seulement deux ans après sa fondation. Il s'impose directement comme un des ténors de la série, et en 1977, il remporte le titre, emmené par son joueur-entraîneur Jean-Pierre Grandjean. Cinq ans après sa création, le club rejoint déjà les divisions nationales.

### Débuts en nationales
Pour sa première saison en Promotion, le club réalise une performance en terminant vice-champion, à seulement un point du vainqueur, l'US Ferrières. Le club dispute un tour final entre les deuxièmes classés pour déterminer d'éventuels montants supplémentaires, où il s'incline 3-0 face au Stade Louvain. Par la suite, le Lorrain ne parvient plus à jouer la tête, et termine chaque saison dans le milieu de classement. Contrairement au club rival de la Royale Jeunesse arlonaise qui effectue régulièrement l'ascenseur entre la Promotion et la première provinciale, le Lorrain parvient à se maintenir. Les deux clubs arlonais se retrouvent à quatre reprises dans la même série de Promotion, donnant lieu à des derbies enflammés.
Les joueurs arlonais réalisent une performance historique en Coupe de Belgique en 1981. Le club joue en trente-deuxièmes de finale face au Sporting Charleroi, alors en Division 2 dans son Stade du Mambourg. Le club lorrain mène longtemps 0-1, et se fait rejoindre par les carolos à deux minutes de la fin. On croit aux prolongations, mais les arlonais arrachent la victoire 1-2 dans les toutes dernières secondes et se qualifient pour le tour suivant, où ils seront sèchement battus 6-0 par Winterslag.
En 1985, le club reçoit le Trophée du Mérite sportif de la ville d'Arlon. Trois ans plus tard, il termine quatorzième dans sa série et est relégué vers la première provinciale après onze saisons en Promotion. Dans le même temps, la Jeunesse remporte le championnat provincial et remonte au niveau national.

### Le club joue la montée en Division 3 puis rentre dans le rang
Un an après sa relégation, le club revient en Promotion, d'où la Jeunesse arlonaise est reléguée. Le club se maintient facilement en nationales, terminant quatre saisons dans le ventre mou du classement. En 1994, le Lorrain Arlon termine deuxième, et se qualifie pour le premier tour final pour la montée disputé en Promotion. Il s'impose au premier tour face au RCS brainois, mais est ensuite éliminé par Tirlemont et n'est pas promu. La saison suivante, le club termine troisième et se qualifie à nouveau pour le tour final, mais se fait éliminer dès le premier tour par le SVD Handzame. Deux ans plus tard, le club est relégué en première provinciale.
Le Lorrain ne traîne pas en provinciales et remonte en Promotion dès 1999. Comme dix ans plus tôt, il croise la Jeunesse, qui effectue le chemin inverse. Le club s'installe plusieurs saisons dans le "subtop", terminant entre la 5e et la 10e place, mais ne parvient plus à décrocher une place dans le tour final. Finalement, après une moins bonne saison, le club est à nouveau relégué en 2007. Il remonte l'année suivante en Promotion, mais redescend deux ans plus tard.

### Fusion avec la Jeunesse arlonaise
En début d'année 2010, les dirigeants de la Royale Jeunesse Arlonaise annonce l'arrêt des activités du club à la fin de la saison en cours. Un accord de fusion est trouvé avec leurs homologues du Lorrain, qui prend le nom de Football Club Jeunesse lorraine Arlonaise,sous son matricule 7763. Le matricule 143 de la Jeunesse est radié des listes de l'URBSFA . Le club fusionné utilise depuis les couleurs bleu et blanc, celles de la Jeunesse arlonaise, et arbore un nouveau logo, reprenant les emblèmes des deux anciens clubs : le sanglier de la RJ arlonaise, et la croix de Lorraine du Lorrain.
Après deux ans en première provinciale, le club remonte en Promotion en 2012. Il lutte pour son maintien durant toute la saison 2012-2013 mais parvient finalement à éviter la relégation.

### FC Arlon
Contraint de glisser au 5e niveau lors de la réforme des séries en vue de la saison 2016-2017, il ne peut éviter la 14e et dernière place de la "D3 Amateur série B" et est relégué en P1 Luxembourg. En 2018, le club choisit de simplifie son nom. Les mentions de Jeunesse et de Lorraine disparaissent de la dénomination qui devient tout simplement Football Club Arlon. Par contre le logo conserve les symboles des deux clubs (voir-ci-avant) alors que les lettres « FCJLA » deviennent « FC Arlon ». Le matricule 7763 n'ayant jamais cessé d'exister, le cercle est a deux ans d'être reconnu « Société Royale » (2022).

## Image du club

### Anciens logos

Ancien logo du Lorrain
Ancien logo du FC Lorrain
Logo de 2010 à 2018

## Résultats dans les divisions nationales
Statistiques mises à jour le 30 juin 2017

### Bilan
| Niv | Divisions     | Jouées | Titres | TM Up | TM Down |
| --- | ------------- | ------ | ------ | ----- | ------- |
| I   | 1re nationale | 0      | 0      |       |         |
| II  | 2e nationale  | 0      | 0      |       |         |
| III | 3e nationale  | 0      | 0      |       |         |
| IV  | 4e nationale  | 33     | 0      | 2     |         |
| V   | 5e nationale  | 1      | 0      |       |         |
|     |               |        |        |       |         |
|     | TOTAUX        | 34     | 0      | 2     | 0       |

- TM Up : test-match pour départager des égalités, ou toutes formes de Barrages ou de Tour final pour une montée éventuelle.
- TM Down : test-match pour départager des égalités, ou toutes formes de Barrages ou de Tour final pour le maintien.

### Classements saison par saison
| Ordre               | Saison  | Nom du club     | Niveau                          | Classement final | Remarques    |
| ------------------- | ------- | --------------- | ------------------------------- | ---------------- | ------------ |
| 1                   | 1977-78 | FC Le Lorrain   | Promotion série A               | 2e/16            | Test-matches |
| 2                   | 1978-79 | FC Le Lorrain   | Promotion série D               | 9e/16            |              |
| 3                   | 1979-80 | FC Le Lorrain   | Promotion série D               | 9e/16            |              |
| 4                   | 1980-81 | FC Le Lorrain   | Promotion série C               | 13e/16           |              |
| 5                   | 1981-82 | FC Le Lorrain   | Promotion série B               | 11e/16           |              |
| 6                   | 1982-83 | FC Le Lorrain   | Promotion série C               | 5e/16            |              |
| 7                   | 1983-84 | FC Le Lorrain   | Promotion série D               | 7e/16            |              |
| 8                   | 1984-85 | FC Le Lorrain   | Promotion série D               | 8e/16            |              |
| 9                   | 1985-86 | FC Le Lorrain   | Promotion série D               | 11e/16           |              |
| 10                  | 1986-87 | FC Le Lorrain   | Promotion série D               | 12e/16           |              |
| 11                  | 1987-88 | FC Le Lorrain   | Promotion série D               | 14e/16           | Relégué !    |
| séries provinciales |         |                 |                                 |                  |              |
| 12                  | 1989-90 | FC Le Lorrain   | Promotion série D               | 8e/16            |              |
| 13                  | 1990-91 | FC Le Lorrain   | Promotion série D               | 8e/16            |              |
| 14                  | 1991-92 | FC Le Lorrain   | Promotion série D               | 8e/16            |              |
| 15                  | 1992-93 | FC Le Lorrain   | Promotion série D               | 6e/16            |              |
| 16                  | 1993-94 | FC Le Lorrain   | Promotion série D               | 2e/16            | Tour final   |
| 17                  | 1994-95 | FC Le Lorrain   | Promotion série D               | 3e/16            | Tour final   |
| 18                  | 1995-96 | FC Le Lorrain   | Promotion série D               | 8e/16            |              |
| 19                  | 1996-97 | FC Le Lorrain   | Promotion série D               | 14e/16           | Relégué !    |
| séries provinciales |         |                 |                                 |                  |              |
| 20                  | 99-2000 | FC Le Lorrain   | Promotion série D               | 7e/16            |              |
| 21                  | 2000-01 | FC Le Lorrain   | Promotion série D               | 5e/16            |              |
| 22                  | 2001-02 | FC Le Lorrain   | Promotion série D               | 6e/16            |              |
| 23                  | 2002-03 | FC Le Lorrain   | Promotion série D               | 10e/16           |              |
| 24                  | 2003-04 | FC Le Lorrain   | Promotion série D               | 11e/16           |              |
| 25                  | 2004-05 | FC Le Lorrain   | Promotion série D               | 5e/16            |              |
| 26                  | 2005-06 | FC Le Lorrain   | Promotion série D               | 6e/16            |              |
| 27                  | 2006-07 | FC Le Lorrain   | Promotion série D               | 15e/16           | Relégué !    |
| séries provinciales |         |                 |                                 |                  |              |
| 28                  | 2008-09 | FC Le Lorrain   | Promotion série D               | 7e/16            |              |
| 29                  | 2009-10 | FC Le Lorrain   | Promotion série D               | 14e/16           | Relégué !    |
| séries provinciales |         |                 |                                 |                  |              |
| 30                  | 2012-13 | FC JL arlonaise | Promotion série D               | 11e/16           |              |
| 31                  | 2013-14 | FC JL arlonaise | Promotion série D               | 9e/16            |              |
| 32                  | 2014-15 | FC JL arlonaise | Promotion série D               | 8e/16            |              |
| 33                  | 2015-16 | FC JL arlonaise | Promotion série D               | 12e/16           |              |
| 34                  | 2016-17 | FC JL arlonaise | Division 3 Amateur ACFF série B | 14e/14           | Relégué !    |
| séries provinciales |         |                 |                                 |                  |              |

## Anciens entraîneurs
- 2003-2006 :  Luc Eymael

### Articles liés
- Royale Jeunesse arlonaise